# Slaget ved Alma
Slaget ved Alma er et slag under Krimkrigen. Det fandt sted 20. september 1854 ved Floden Alma på Krim-halvøen. En fransk-britisk styrke under generalerne St. Arnaud og Lord Raglan besejrede general Mensjikovs russiske hær.

## Optakten
Den fransk-britiske styrke gik i land på Krim-halvøens vestkyst ca 50 km nord for Sevastopol, 13. september 1854. Selvom de til at starte med var dårligt organiseret, og svækket af sygdomme (mest kolera og dysenteri), tillod den manglende modstand ved landgangen styrken at etablere et brohoved 6 km ind i landet. Seks dage senere drog hæren sydpå. Undervejs skulle de krydse tre floder. Det var ved den anden af disse, Alma, russerne besluttede at tage opstilling. Den russiske hær var talmæssigt overlegen, og indtog en let forsvarlig stilling. Briterne og franskmændene slog lejr ved flodens nordlige bred, hvor terænnet skrånede blidt ned mod floden.
Langs den sydlige bred af floden var der høje klipper. De fortsatte ca 3 km ind i landet til en mindre stejl bakke, kendt som Telegraph Hill. Øst for den lå Kourgane Hill, et naturligt forsvarspunkt med gode skudlinjer i de fleste retninger. To befæstede stillinger var blevet bygget for at beskytte Kourgane Hill mod angreb fra infanteri. Den mindre af disse lå på den østlige skråning, og den større på den vestlige. Vejen til Sevastopol løb imellem Telegraph Hill og Kourgane Hill, og var dækket af russiske artilleribatterier på bakkerne og i den smalle dal mellem dem.
Russerne behøvede blot holde deres stillinger, så passet forblev lukket, for at vinde. Men franskmændene havde en plan. På de allieredes højre side ville de angribe klipperne på den anden side af floden. I teorien skulle et så åbenlyst forsøg på at flankere russerne optage dem så meget at de ikke opdagede briternes angreb på deres centrum og venstre flanke før det var for sent.

## Slaget om den vestlige stilling
På den yderste venstre flanke rykkede general Bousquets styrker over floden, støttet af artilleri. De indtog snart højderne langs flodbredden og drev de russiske infanterister og artillerister bort. De kunne dog ikke fortsætte angrebet uden forstærkninger. Til venstre for Bousquet havde franske tropper under general Canrobert krydset floden, men kunne ikke transportere deres kanoner op ad de stejle skrænter. Til venstre for Canrobert var Prins Napoleons division ikke engang i stand til at krydse floden. De blev beskudt kraftigt fra Telegraph Hill og sad fast omkring landsbyen Bourliouk.
I mellemtiden var den britiske styrke rykket fremad. Hæren var formeret i tre linjer. Den første bestod af den lette division til venstre, og 2. division under Sir George de Lacy Evans til højre. Anden linje bestod af 3. division under Sir Richard England til højre og 1. division under hertugen af Cambridge til venstre. 4. division under Sir George Cathcart og kavaleriet under Lord Lucan blev holdt i reserve i den sidste linje.
Uheldigvis havde den Lette Division ikke strakt deres linjer langt nok til venstre. Det gjorde at de blev blandet sammen med andre tropper, og den ellers strenge militære disciplin var brudt.
Da de var ude af stand til at få orden på tropperne igen, gav de britiske officerer i stedet ordre til at angribe som de bedst kunne. Tropperne angreb op ad bakke, og mødte en tætpakket masse af russisk infanteri der kom imod dem. Briterne stoppede op og åbnede ild mod russerne, og briternes dygtighed med riflerne tvang russerne tilbage. Da briterne fortsatte op ad bakken åbnede russerne ild. Men de britiske tropper var nu spredt så meget ud i deres kamp for at nå op ad bakken at de russiske kanoner ikke kunne skade dem nok til at drive dem tilbage.
Briterne fortsatte til de til sidst væltede ind over murene til den vestlige stilling, mens russerne forsøgte at flytte deres kanoner. Stillingen var snart indtaget, og briterne jublede. Men de manglede forstærkninger. 1. division var stadig på den anden side af floden, og en stor russisk styrke var på vej mod stillingen i et modangreb.
Mens briterne gjorde klar til at møde det russiske angreb, råbte en ukendt officer "Skyd ikke! De er franske!" Andre officerer gav ordre til at skyde, og i forvirringen begyndte de britiske tropper at trække sig fra stillingen.

## Tilbagetoget og det andet angreb
Da den russiske kolonne marcherede mod den vestlige stilling, skete der noget utroligt. Tidligere på dagen havde Mensjikov forladt Kourgane Hill, og overvåget slaget på den venstre flanke af den russiske hær, hvor franskmændene så ud til at udgøre en trussel. Nu kiggede hans næstkommanderende efter ham, mens hans mænd drev briterne ned ad bakken. Han så mod vest, men i stedet for sin hærfører så han britiske officerer på toppen af Telegraph Hill, som roligt betragtede slagets gang. Lord Raglan havde ønsket en bedre udsigt over begivenhederne, og havde redet forbi de franske styrker på venstre flanke, og igennem de spredte russiske styrker over for dem.
Snart befandt han sig på Telegraph Hill, og kunne se ud over Kourgane Hill og dalen. Han bemærkede at det var en god stilling at have noget artilleri på. Det tog hans stab som en ordre, og snart fyrede to 9 punds kanoner imod russernes batterier i dalen, så de blev nødt til at trække sig. Nogle skud i retning af de russiske infanterister fik dem også til at stoppe forfølgelsen af de britiske tropper ned ad bakken.
Nu havde første division krydset floden, og russerne kunne nu se, fra venstre til højre: tropperne fra Grenadier Guards, Royal Scots Fusilier Guards og Coldstream Guards. Ude af syne længst til venstre var Highland Brigade.
Under den vestlige stilling havde en gruppe Royal Welch Fusiliers holdt stand. Pludselig indledte russerne et angreb mod dem, og de flygtede ned ad bakken. De stødte ind i de fremrykkende Scots Guards med så stor kraft at linjen blev brudt flere steder. Scots Guards gik i stå, og samtidig startede russerne et bajonetangreb. Scots Guards blev nødt til at trække sig tilbage, og stoppede først ved floden. næsten 200 af dem lå døde tilbage.
Der var nu et stort hul mellem Grenadier Guards og Coldstream Guards. Den russiske general så chancen, og skubbede to bataljoner ind i hullet. Grenadiers forberedte sig på at forsvare sig mod angrebet, men igen blev der givet en mærkelig ordre. En ukendt officer gav ordre til tilbagetrækning. Obersten der kommanderede den venstre flanke af Grenadiers, mente dog at denne ordre var tåbelig, og beordrede i stedet sit kompagni til at formere en lige vinkel med resten af bataljonen, der nu antog form som et L, hvis bund pegede mod floden. Da russerne rykkede ind i hullet i de britiske linjer, kunne hans mænd afgive dødeligt præcis ild mod deres flanke. Det fik russerne til at tøve. Briterne angreb nu, og russerne trak sig ud. Den vestlige stilling var igen i britiske hænder, og forsvaret på den russiske venstre flanke var brudt.

## Afslutningen
De sidste kampe udspillede sig på den højre side af den russiske linje. 10,000 tropper var stadig friske og klar til kamp. De blev mødt af den fremrykkende Highland Brigade, der kun var på tre bataljoner, ledet af Sir Colin Campbell. 93. Regiment, Cameron Highlanders og Black Watch rykkede frem i en farligt tynd linje, men på grund af røgen på slagmarken kunne russerne ikke se at linjen kun var to rækker dyb. Highlander brigaden fortsatte fremad, mens de blev ved med at beskyde russerne. Det fik russerne til at knække, og de faldt tilbage. Slaget ved Alma var slut, og en britisk sejr. Til højre i den allierede linje havde Canrobert endelig fået sine kanoner op ad skrænterne, og hans tropper indtog Telegraph Hill. Lord Raglans bakke sværmede nu af britiske tropper. Russerne flygtede foran Highland Brigade, og den vestlige stilling var taget, og vejen til Sevastopol åben.
Den flygtende russiske hær blev ikke jaget, fordi franskmændene havde aflagt deres oppakning på den anden side af floden, og briterne ville ikke forfølge fjenden alene.